# 헌당식 서곡
《헌당식 서곡(독일어: Ouvertüre “Die Weihe des Hauses), 작품 번호 124》는 루트비히 반 베토벤에 의해 쓰인 서곡이다. 베토벤이 순수 관현악을 위해 작곡한 마지막 작품에 있어서 1820년대에 쓰인 유일한 서곡이기도 하다.     

## 개요
이 곡은 1822년에 빈에 신축된 요제프슈타트 극장의 개장식을 위해서 작곡된 축전극의 서곡이다. 극장 지배인 카를 프리드리히 헨슬러는 작가 카를 메이슬에게 극 제작을 의뢰했는데, 메이슬이 제작한 작품은 "후작의 초상"과 "헌당식"의 두 작품이었다.
축전극의 헌당식은 일찌기 부다페스트에서 상연된 부수 음악 《아테네의 폐허》(코체부 원작)를 번안하기로 결정되었기 때문에, 메이슬은 내용을 일부 변경하였고, 동시에 베토벤도 극의 음악을 개작하게 되었다(다만, 대부분은 《아테네의 폐허》로부터의 전용이었다). 이 개작으로 만들어진 작품이 합창곡(《WoO 98》)과 본 작인 《헌당식 서곡》이다.
축전극의 초연은 1822년 10월 3일에 빈의 요제프슈타트 극장에서 프란츠 글레이저의 지휘로 이루어졌다. 해당일은 황제 프란츠 2세의 명명축일이기도 했다. 또한, 1824년 5월 7일에 《교향곡 9번》을 초연했을 때 《장엄미사》로부터의 세 곡(프로그램에는 "세 개의 대찬가"로 기재)과 함께 이 곡도 연주되었다.
이 곡에서는 이중 푸가와 대위법이 이용되고 있는데, 이는 당시 베토벤이 바흐나 헨델 등에게 강한 관심을 가지고 있어, 그들에게 경의를 표하는 형태로 작품에 투영하고 있다고 할 수 있다.
악보의 초판은 1825년에 마인츠의 쇼트 출판사를 통해 간행되었다. 헌정은 니콜라이 갈리친 공작에게 이루어지고 있다.

## 악기 편성
- 목관 악기 : 플루트 2, 오보에 2, 클라리넷 2, 바순 2
- 금관 악기 : 호른 4, 트럼펫 2, 트롬본 3
- 기타 : 팀파니(1쌍), 현악 합주단

## 구성
이 곡은 2개의 섹션으로 이루어져 있다. 총 연주 소요시간은 11분 정도이다.
1. 마에스토소 에 소스테누토
2. 알레그로 콘 브리오

안톤 쉰들러에 의한 일화에서는, 베토벤이 산책하는 동안 서곡에 대한 두 가지 주제를 구상하는 것을 묘사하고 있으며, 헨델 이후 이 중 하나를 대위법적으로 다루려는 작곡가의 의도를 다루고 있다. 베토벤은 조바꿈이 발생하는 단주제의 구조를 선택했지만, 새로운 조성은 동일한 주제를 특징으로 한다. 이는 하이든의 영향을 시사한다.
서곡은 헨델의 방식으로 느린 도입부의 시작을 알리는 짧은 고립된 화음으로 시작된다. 마치 멀리서 들리는 듯이 행렬적인 성격의 느린 행진이 이어진다. 금관악기와 목관악기가 주제를 이어받으며 행진곡의 반복을 위한 현악기가 함께 한다. 상상의 행렬이 다가옴에 따라, 행진은 더욱 거세지며 트럼펫 팡파르와 팀파니가 도착을 알린다. 바순과 함께 울리는 트럼펫 팡파르, 그리고 나중에 군중의 서두름과 흥분감을 묘사하는 것처럼 보이는 바이올린이 서곡의 본체를 알리는 것처럼 보이지만, 대신 소나타 알레그로 형식에 자리를 내주는 빠른 투티 섹션을 도입한다. 
트럼펫과 팀파니가 다시 시작되고, 마침내 서곡의 본체: 단일 대위법과 이중 대위법 모두에서 작품의 중심에 있는 푸가 알레그로(쉰들러가 언급함)와 연결되는 막간이 이어진다. 서로 다른 다양한 악기 그룹이 차례로 들어가 푸가와 비슷한 질감을 만들어낸다. 주제는 제1바이올린과 플루트, 오보에에서 등장하고, 대주제는 제2바이올린과 클라리넷에서 등장한다. 이 섹션은 급속히 크레센도 되고, 재현부에 이어 강력한 코다가 서곡을 훌륭하게 마무리한다.